# Proto-bulgare
Le proto-bulgare est une langue turcique éteinte, anciennement parlée par les Proto-Bulgares.